# Вицинкі (Поморське воєводство)
Вицинкі (пол. Wycinki, нім. Wittschinken) — село в Польщі, у гміні Осек Староґардського повіту Поморського воєводства.
Населення — 266 осіб (2011).

## Демографія
Демографічна структура станом на 31 березня 2011 року:
|          | Загалом | Допрацездатний вік | Працездатний вік | Постпрацездатний вік |
| -------- | ------- | ------------------ | ---------------- | -------------------- |
| Чоловіки | 150     | 31                 | 97               | 22                   |
| Жінки    | 116     | 15                 | 64               | 37                   |
| Разом    | 266     | 46                 | 161              | 59                   |